# Canon taoïste
Le Canon taoïste ou Daozang (chinois : 道藏 ; pinyin : dàozàng ; litt. « Trésor du Dao »), a connu plusieurs éditions. La première fut composée au Ve siècle par Lu Xiujing. La version actuelle, basée sur l’édition Ming, comprend plus de 5000 textes et conserve la structure d’origine en trois grottes dong (洞), conçue à l’imitation des trois corbeilles du Canon bouddhiste, divisées chacune en douze catégories lei (類) et suivies de quatre sections complémentaires appelées fu (輔).

## Difficultés
Malgré la division en sections, le contenu du Canon est assez désorganisé. La première raison en est la nature fondamentalement ésotérique de la plupart des enseignements. Beaucoup de textes techniques (liturgie, méditation, alchimie...) ne sont que des aide-mémoire ne pouvant être pleinement compris que grâce à un commentaire, qui était révélé oralement à quelques disciples choisis. Les efforts des compilateurs pour rassembler la somme des connaissances taoïstes n’ont pas toujours rencontré la coopération des différents maîtres, désireux de garder leurs secrets. Déjà au IVe siècle, la bibliographie établie par Ge Hong comprenait des ouvrages de son maître Zheng Yin qu’il ne connaissait que de nom, ce dernier n’ayant jamais daigné les lui montrer. Peut-être en raison de cette difficulté à se faire confier des textes, les compilateurs n'osaient rien écarter à la légère, entrainant pour certaines éditions une inflation de textes, qui appartenaient parfois à d'autres courants, comme les textes manichéens inclus dans l’édition Song. Ce goût du secret n’empêchait toutefois pas les auteurs de se recopier mutuellement lorsqu’ils en avaient l’occasion; il n’est donc pas rare de retrouver le même passage dans différents textes. Au XXe siècle, les chercheurs ont effectué un travail très important pour compléter le corpus et l’indexer, mais la classification n’a pu être améliorée, malgré une tentative de Chen Yingning (陳攖寧), patriarche de Quanzhen, d’établir une nouvelle division en 14 catégories.

## Les différentes éditions

### Canon des Dynasties du Nord et du Sud
Le Catalogue des textes canoniques des trois grottes (三洞經書目錄 / 三洞经书目录, sāndòng jīngshū mùlù), première forme du Canon, est une compilation réalisée à partir de 467 par le maître taoiste Lu Xiujing, de sa propre initiative mais sous l’égide de l’empereur Mingdi de la dynastie Liu-Song. Le résultat fut présenté à l’empereur en 471. Il comprenait 1318 documents, dont 138 de Lu Xiujing. La structure choisie par ce dernier, trois sections divisées en 12 sous-sections, sera reprise par toutes les éditions ultérieures. Un peu plus tard sous les Liang, maître Meng (孟法師) le compléta de quatre sections ; l’ensemble devint le Catalogue des livres canoniques en sept sections (玉緯七部經書目 / 玉纬七部经书目, yùwěi qībù jīngshūmù).

### Canon des Tang
Le Canon de Kaiyuan (開元道藏 / 开元道藏, kāiyuán dàozàng) fut la première édition compilée sur ordre de l’empereur, en l’occurrence Xuanzong des Tang, qui se croyait, comme tous ceux de sa famille, descendant de Laozi. Il envoya des moines à la recherche de nouveaux textes, et le Canon fut achevé durant l’ère Kaiyuan (713-741), probablement en 728. Les informations concernant le nombre de fascicules diffèrent nettement : 3741, 5700 ou 7300. En 748, l’empereur ordonna qu’il soit recopié et distribué. Une partie de la collection de la capitale fut détruite durant la révolte d’An Lushan, et l’ensemble disparut lors des guerres suivant la fin de la dynastie.

### Canons des Song
Le Baowentonglu (寶文統錄) fut le premier Canon de la dynastie Song . Jugé insatisfaisant, il fut vite remplacé par le Dasong tiangong baozang (大宋 天宮寶藏), compilé à l’ère Xiangfu (祥符 1008-1016）et complété à l’ère Zhenghe (政和 1111─1118) sous le nom de Zhenghe wanshou daozang (政和萬壽道藏). Ce fut la première édition imprimée, qui comptait quelque 4500 fascicules. Elle disparut lors de l’ère Jingkang ((靖康 1125─1127) qui vit la chute des Song du Nord. Il reste par contre de cette dynastie un important ouvrage de référence, le Yunji qiqian (雲笈七籤), recueil de textes non rituels de Zhang Junfang (張俊房).

### Canon desJinet des Yuan
Le Canon de Xuandu (Dajin xuandu baozang 大金玄都寶藏) fut achevé en 1190 ; il comprenait 6455 fascicules. L’édition originale disparut en 1202 dans l’incendie du monastère Tianchang (天長觀). Ordre fut donné au début des Yuan de le reconstituer et de le compléter, ce qui fut fait de 1237 à 1244. L’ensemble s’élevait à quelque 7000 fascicules, mais en 1281, Kubilaï Khan ordonna que les textes taoïstes du monastère Pingyangxuandu (平陽玄都觀) où il était conservé soient détruits, à l’exception du Dao De Jing.

### Canon des Ming
La compilation du Canon de Zhengtong (正统道藏 / 正統道藏, zhèngtǒng dàozàng) fut entamée sur ordre de l’empereur Chengzu (1402-1424) des Ming et accomplie sous la direction des 44e et 45e maîtres célestes Zhang ; elle s’acheva à l’ère Zhengtong (正统 1435-1449). L’ensemble comprenait 5305 fascicules. Pour éviter les pertes des dynasties précédentes, un exemplaire en fut confié à plusieurs monastères importants du pays. Il fut complété en 1607 (ère Wanli) de 180 fascicules par le 50e maître céleste. Il en reste deux exemplaires d’époque, un à Pékin et un à Paris. Il a été réédité à Shanghai dans les années 1920, puis dans les années 1980 à Tianjin et Taïwan.
Il constitue la base d’anthologies augmentées de quelques textes non canoniques comme le Daozang jiyao (道藏輯要), composé sous les Qing à l’ère Kangxi (康熙 1662─1722) par Peng Dingqiu (zh) (彭定求) ou le Daozang jinghua (道藏精華), compilé par Ding Fubao (zh) (丁福保 1874-1952). Rédigé dans les années 1990 sous la direction de Ren Jiyu (zh) (任繼愈) et de Zhong Zhaopeng (鍾肇鵬), le Daozang tiyao (道藏提要) essaie de relier plus clairement chaque texte à une époque ou un courant.

## Composition
- Les trois grottes (三洞, sān dòng)

La structure en trois grottes subdivisées en 12 catégories fut conçue par Lu Xiujing à l’imitation des trois corbeilles du Canon bouddhiste. Le contenu des trois grottes était à l’origine clairement défini, ainsi que leur hiérarchie : la première contenait les textes shangqing, avec emphase sur la méditation, qui constituaient selon Lu Xiujing le degré ultime de la formation des maîtres taoïstes. La deuxième, de niveau intermédiaire, renfermait les textes lingbao consacrés essentiellement aux rituels. La troisième était constituée par les textes sanhuang, alchimie et talismans, première étape de la formation.
- - Grotte de l’authentique (洞真, dòngzhēn) : elle contient des textes shangqing, mais aussi des rituels et talismans lingbao, le Wuzhen pian (悟真篇) et le Huangdì yinfu jing (黃帝陰符經).
  - Grotte du mystère (洞玄, dòngxuán) : textes lingbao, mais aussi shangqing dont le Huangting neijing yujing (黃庭內景玉經).
  - Grotte de l’esprit (洞神, dòngshén) : textes attribués à Laozi et d’autres sages, le Sanhuang jing (三皇經) et textes lingbao dont le Beidou yansheng jing (北斗延生經).

- Chaque grotte présente les 12 subdivisions (shíèrleì 十二類) suivantes
  - Textes principaux (Benwen 本文)
  - Talismans (Shenfu 神符)
  - Commentaires (Yujue 玉訣)
  - Diagrammes et illustrations (Lingtu 靈圖)
  - Histoires et généalogies (Pulu 譜錄)
  - Préceptes (Jielu 戒律)
  - Cérémonies (Weiyi 威儀)
  - Rituels (Fangfa 方法)
  - Pratiques (Zhongshu 眾術)
  - Biographies (Jizhuan 記傳)
  - Hymnes (Zansong 讚頌)
  - Mémoires (Biaozou 章表); à l’imitation des mémoires présentés par les ministres à l’empereur, ils sont présentés aux divinités lors des cérémonies zhaijiao.

- Les quatre suppléments (sìfǔ 四輔) furent introduits au VIe siècle sous les Liang par Maître Meng (孟法師) dans sa révision du compendium de Lu Xiujing, le Yuwei qibujingshu mu (玉緯七部經書目). Les trois premiers sont censés compléter chacun une des trois grottes, et le dernier l’ensemble.
  - Le grand mystère (Tàixuán 太玄) contenait à l’origine le Dao De Jing, le Zhuangzi, le Liezi. Ils furent déplacés sous les Tang dans la section Dongzhen. Il contient maintenant surtout des textes neidan (alchimie interne) comme le Cantong ji et le Huangdi neijing (黃帝內經), le Yunji qiqian (雲笈七籤) et quelques textes waidan (alchimie externe).
  - La grande paix (Tàipíng 太平) contient essentiellement des talismans et rituels, dont certains lingbao, et le Taiping jing.
  - La grande pureté (Tàiqīng 太清), qui contenait autrefois le Taiqing jing (太清經) et d’autres textes alchimiques contient maintenant essentiellement des textes de philosophes non taoïstes comme Mozi, Xunzi, Hanfeizi, le Baopuzi et des textes autrefois attribués à Laozi comme le Taishang ganying pian (太上感應篇).
  - L’Unité orthodoxe (Zhèngyī 正一 ou Zhèngyĭ 正乙) contient le Zhengyi mengwei (正一盟威) ainsi que des talismans et rituels des Maîtres célestes et quelques textes shangqing.